# You'll Never Walk Alone
"You'll Never Walk Alone" é uma canção composta por Richard Rodgers e Oscar Hammerstein II para seu musical de 1945, Carousel. Foi cantada na apresentação original por Christine Johnson e depois Jan Clayton com coral. É cantada na versão cinematográfica por Claramae Turner (Shirley Jones tenta cantá-la primeiramente, mas não consegue) e depois é reprisada por Jones e um coral.
No musical, a canção é entoada após a morte do papel principal, Billy Bigelow, para encorajar Julie Jordan, grávida àquela altura, e é reprisada na cena final para encorajar uma classe de formatura da qual Louise (filha de Billy e Julie) é um membro. Por causa disso, a música se tornou um padrão entre os graduados dos Estados Unidos.
A canção também é entoada por vários clubes de futebol ao redor do mundo, onde é cantada por um grande coral de torcedores nos dias de jogos; isso começou com o Liverpool FC no início dos anos 1960 e desde então vários outros clubes também adotaram a música.
A canção foi gravada por vários artistas, primeiro em 1945 numa versão por Frank Sinatra (que alcançou a 9ª posição nas paradas da Billboard). O grande tenor Mario Lanza conduzido por Constantine Callinicos a cantou em 1950. Foi um número 1 nas paradas de R&B na voz de Roy Hamilton em 1954. Gerry & The Pacemakers colocaram no topo da parada britânica em 1963. Patti LaBelle e os BlueBelles alcançaram o número 34 em 1964. A versão de Elvis Presley foi número 90 em 1968.

## Como um hino esportivo

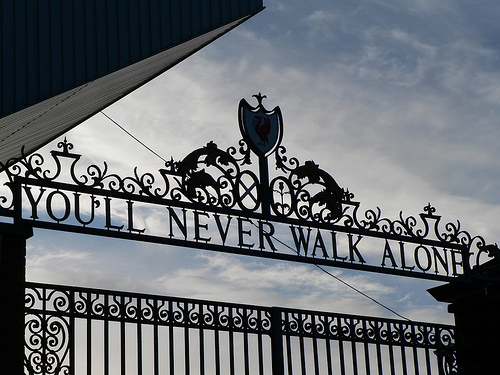
Os portões de entrada (Shankly Gates) do estádio Anfield.

Na Inglaterra, a canção teve sua gravação mais famosa no início dos anos 1960 com o grupo de Mersey sound de Liverpool, Gerry & the Pacemakers. Alcançou o número 1 na parada britânica de singles no dia 26 de outubro de 1963 e ficou nessa posição por quatro semanas consecutivas. Rapidamente a música se tornou um hino para o Liverpool Football Club e é invariavelmente cantada por seus torcedores antes do início e ao final de cada jogo pelo motivo de que os jogadores do Liverpool cantaram a música em 1963 no The Ed Sullivan Show e em outubro de 1963 estreou no top 10, então ia tocar em Anfield. As palavras You'll Never Walk Alone estão no escudo do clube e nos portões de entrada (Shankly Gates) do estádio Anfield.
A canção desde então ganhou popularidade entre torcedores de vários outros clubes do mundo, como o alemão Borussia Dortmund e o escocês Celtic FC.
A canção "Fearless", do Pink Floyd, do álbum de 1971 Meddle, inclui uma gravação da torcida organizada do Liverpool cantando "You'll Never Walk Alone" no fim da faixa.
A música também conseguiu o primeiro lugar nas paradas britânicas em Junho de 1985 por duas semanas, numa gravação de caridade em benefício às vítimas de um incêndio em Bradford em 11 de Maio de 1985. A canção foi interpretada por um grupo de artistas que incluiu Gerry Marsden, Paul McCartney e Rolf Harris. Após testemunhar uma estrondosa interpretação de "You'll Never Walk Alone" em Anfield em 2007, o Presidente do Comitê Olímpico Espanhol, Alejandro Branco, se sentiu inspirado a procurar letras para seu hino nacional (o hino nacional espanhol não possui letra oficial), visando a candidatura de Madrid para sede dos Jogos Olímpicos de 2016.

## Outras performances e gravações
Regine Velasquez usou a música para vencer o Festival da Canção da Ásia e do Pacífico em 1989.
Uma versão operática foi executada por José Carreras, Plácido Domingo e Luciano Pavarotti com James Levine, alcançou o número 21 nas paradas britânicas em 1998.
Em 1999, foi executada por John Farnham, que fez seu primeiro lançamento dessa canção em 1972 no Tour of Duty Concert em Dili, capital de Timor-Leste, para as tropas de paz australianas.
No The Led Zeppelin DVD uma versão foi executada pelo público na conclusão da performance de 1979 em Knebworth no segundo disco do conjunto.
Também é tocada pela banda da Western Illinois University ao final de cada apresentação. A banda se entreolha formando um grande círculo com um quarteto ao centro. Os membros cantam e tocam "Never Walk" como um símbolo da força da união entre os membros. Essa tradição foi iniciada pelo já falecido Dale Hopper durante os anos 1970. A University of North Texas também segue a mesma prática. A banda da Mansfield University of Pennsylvania também segue o mesmo procedimento. O quarteto inclui 2 trompetes e 2 melofones.

## Televisão, filme e rádio
A canção foi cantada no show de rádio da BBC, The Hitchhiker's Guide to the Galaxy por Eddie, um computador.
A versão de Mario Lanza é tocada durante os créditos finais do filme Heavenly Creatures de Peter Jackson.
Na série americana Cheers, a canção é também cantada ao fim de um episódio onde Carla descobre que está grávida novamente. Sentindo pena da situação e da falta de dinheiro dela, Diane, Sam e Coach fazem uma coleta de doações para ela e Carla deixa o bar ao som da canção.
No filme The 51st State, a canção foi executada no momento quando torcedores adentram os Shankly Gates para uma partida entre Liverpool FC e Manchester United FC.
Num tributo às vítimas dos Ataques de 11 de setembro de 2001, Barbra Streisand cantou a música nos Prêmios Emmy de 2001.
No verão de 2006, Aoife Mulholland cantou a música no reality show britânico How Do You Solve A Problem Like Maria (o vencedor deste show ganha o papel de Maria von Trapp em The Sound of Music). Sua performance emocional nos ensaios aparentemente trouxe lágrimas aos olhos de Andrew Lloyd Webber. Sua performance no show ao vivo começou bem até aproximadamente metade da canção, Aoife estava emocionada em lágrimas, fazendo sua voz desafinar. Ainda assim, os juízes concordaram que sua performance foi "boa".
Em 16 de Dezembro de 2006, Ray Quinn, de dezoito anos, apresentou a canção na semifinal britânica do The X Factor, na qual ele competia contra Leona Lewis. Ray disse que a canção significava bastante a ele, pois através dela podia mostrar seu apreço aos fãs de sua cidade natal, Liverpool. No final da performance ele recebeu um aplauso de pé. Ray acabou chorando, uma vez que a canção significava bastante para si. Seu mentor Simon Cowell disse que a performance foi uma garantia que Ray "não havia o decepcionado".
Em 24 de Abril de 2007, Jordin Sparks, de dezessete anos cantou a música no American Idol (Sparks acabaria por vencer essa temporada), no episódio Idol Gives Back onde cada competidor escolheria uma canção "inspiradora". A performance, a última da noite, recebeu um grande aplauso de pé do público presente. O juiz Randy Jackson afirmou que foi "uma das melhores performances em seis anos de American Idol". Juiz Simon Cowell disse que "achei que você foi fantástica. Esta música tem cerca de 60 anos e acho que você a faria virar um hit com essa execução. Brilhante".
No 3º episódio da  2ª temporada de American Horror Story, a letra da música é declamada pela personagem Irmã Jude Martin (interpretada por Jessica Lange).

## Versões gravadas
- Frank Sinatra (1945)
- Judy Garland (1945)
- Mario Lanza (1950)
- Roy Hamilton (1954)
- Claramae Turner no filme Carousel (1956)
- Nina Simone (1959)
- Mahalia Jackson (1961)[8]
- Gerry & The Pacemakers (1963)
- The Five Blind Boys of Alabama
- Ray Charles (1963)
- Patti LaBelle & The Blue Belles (1964)
- The Righteous Brothers (1965)
- Elvis Presley (1968)
- Johnny Maestro & The Brooklyn Bridge (1969)
- Pink Floyd, como parte da canção Fearless
- Jerry Reed (1971)
- Aretha Franklin (1972)
- J. D. Sumner & The Stamps Quartet no Live at Murray State University, Murray, Kentucky (1975)
- Lee Towers (1976)[9]
- The Adicts (1981)
- Slade (1985)
- The Crowd (1985)
- Olivia Newton-John (1989)
- Regine Velasquez (1989)
- André Hazes (1994)
- Shirley Verrett (1994)
- Bryn Terfel (1996)
- Robson Green & Jerome Flynn (1996) num medley
- The Vocal Majority (1997)
- Los Fastidios (2000)
- Die Toten Hosen (2000)
- Madison Scouts (2002)
- Johnny Cash (2003)
- Renée Fleming (2003)
- Katherine Jenkins (2004)
- Alicia Keys (em suporte às vítimas do Furacão Katrina) (2005)
- Susan Boyle (2012)
- Celtic Women (2012)
- Carmen Monarcha (2016)
- Dropkick Murphys (2017)